# 아트 파머
아트 파머(영어: Art Farmer, 1928년 8월 21일~1999년 10월 4일)는 미국의 재즈 트럼펫 연주자이자 플루겔호른 연주자였다. 그는 또한 그를 위해 특별히 고안된 트럼펫과 플루겔호른 조합인 플럼펫을 연주했다. 그와 그의 일란성 쌍둥이인, 콘트라베이스 연주자 에디슨 파머는 고등학교에 다닐 때 전문적으로 연주를 하기 시작했다. 아트는 1952년 그의 작곡품인 〈Farmer's Market〉의 음반이 발매된 후 더 많은 관심을 받았다. 이후 로스앤젤레스에서 뉴욕으로 옮겨 호러스 실버, 소니 롤린스, 지지 그라이스 등과 같은 음악가들과 공연하고 녹음했으며 주로 비밥 연주자로 알려졌다.
파머의 명성이 높아짐에 따라, 그는 비밥에서 조지 러셀 및 테디 찰스와 같은 작곡가들과 함께 작업하여 더 실험적인 형태로 확장했다. 그는 계속해서 제리 멀리건의 콰르텟에 합류하여 베니 골슨과 함께 재즈텟을 공동 설립했다. 자신만의 사운드를 계속해서 발전시킨 파머는 1960년대 초 트럼펫에서 따뜻한 플루겔호른으로 전환했으며, 플루겔호른이 재즈에서 솔로의 악기로 자리 잡는 것을 도왔다. 그는 1968년 유럽에 정착했으며 죽을 때까지 계속해서 국제적으로 투어를 했다. 파머는 자신의 이름으로 50장 이상의 음반을, 재즈텟으로 12 개를, 그리고 다른 지도자들과 수십 개 이상을 녹음했다. 그의 연주는 가장 눈에 띄는 개성, 서정성, 음색의 따뜻함, 그리고 민감성으로 알려져 있다.